# Abdi Hashi Abdullahi

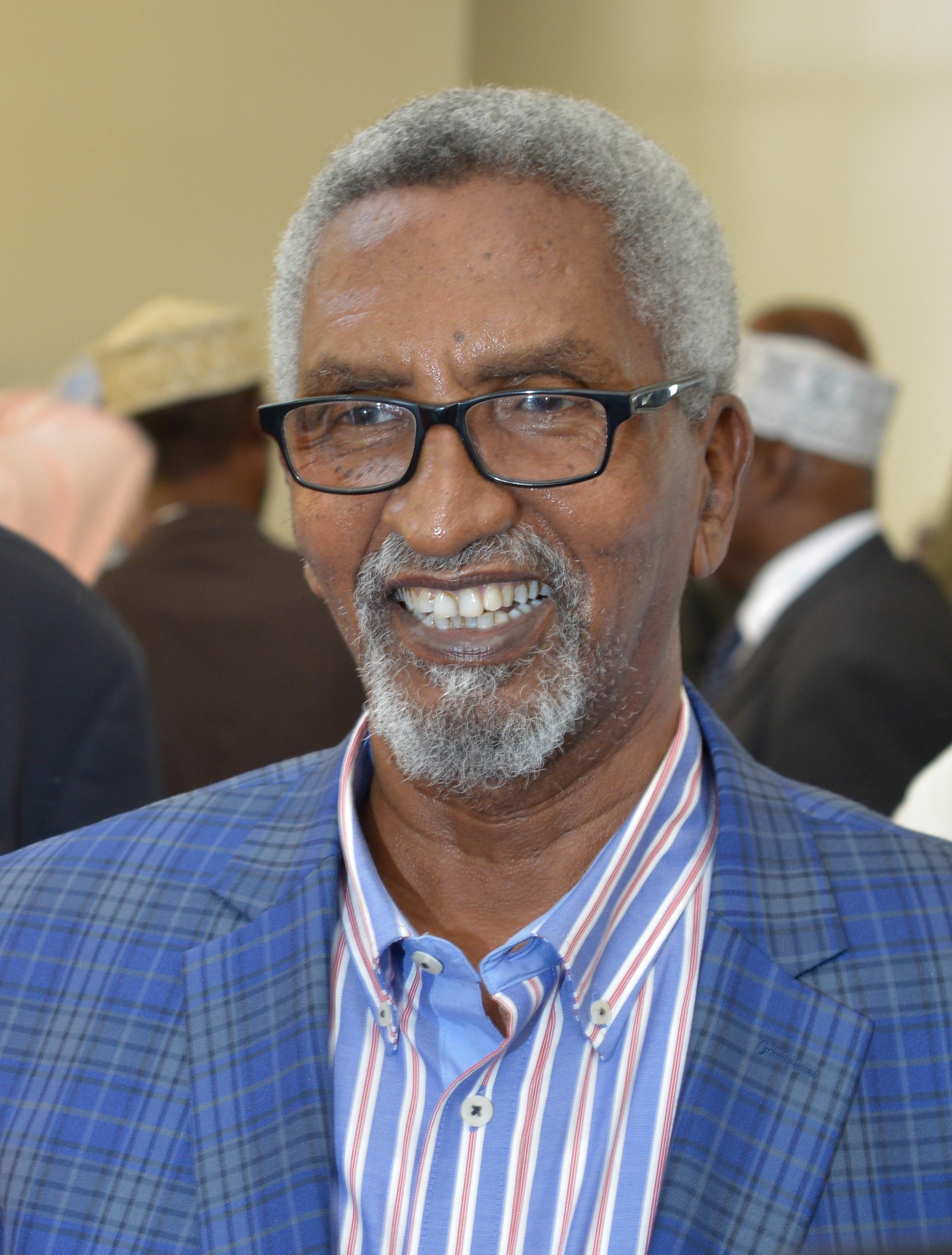
Abdullahi en 2017.

Abdi Hashi Abdullahi es un político y vocero del Senado de Somalia somalí que ha sido elegido dos veces para ocupar su actual cargo político. Asumió el cargo en enero de 2017.

## Vida personal
Nació el 1 de diciembre de 1946, en Oromia, Etiopía. Abdelahi proviene de la subdivisión Sa'ad Musa del clan Habr Awal Isaaq. Anteriormente, fue Ministro de Patrimonio y Cultura y Ministro de Salud del Gobierno Federal de Transición de Somalia.